# Standardizovaná lišta NATO

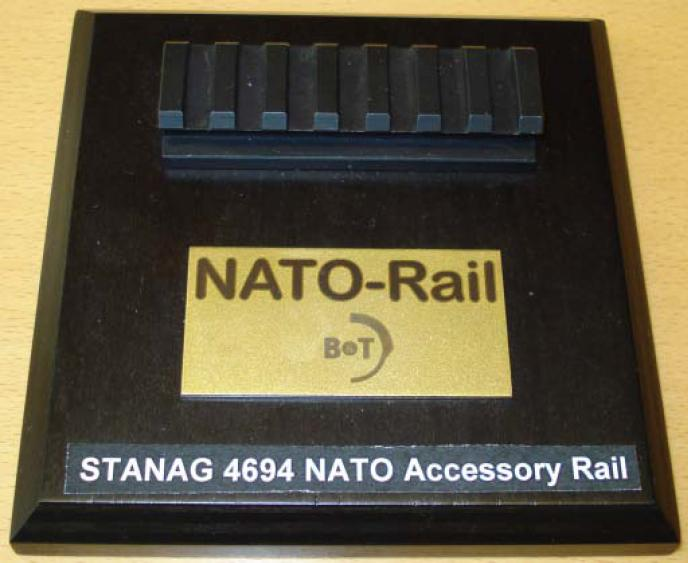
Standardizovaná lišta NATO

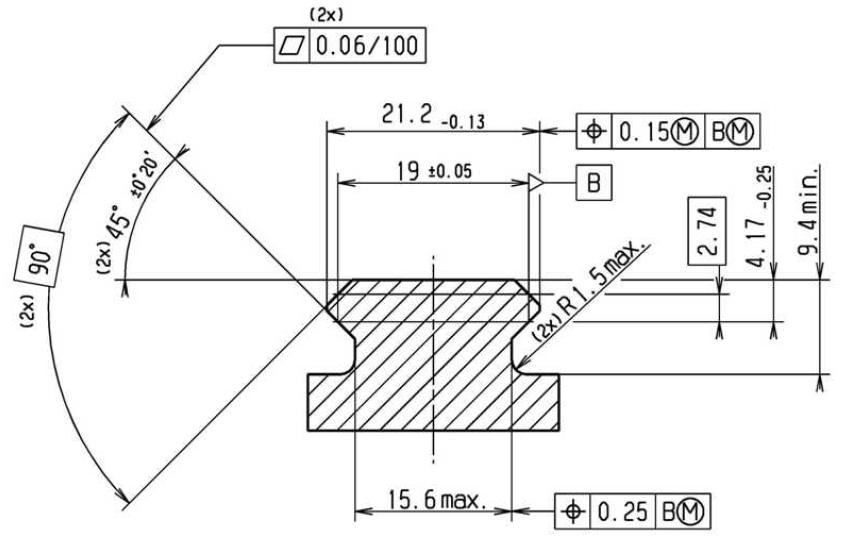
Výkres rozměrů a tvarů standardizované lišty NATO

Standardizovaná lišta NATO je montážní systém používaný na ručních střelných zbraních pro montáž optických zaměřovačů a dalšího příslušenství. Systém je standardizován normou STANAG 4694 (zkratka z NATO Standardization Agreement, česky Standardizační dohoda NATO).

Standard byl přejat od roku 2012 do ČOS 100010 (Český obranný standard).

## Historie
Předchůdcem standardizované lišty NATO je lišta Picatinny (norma MIL-STD-1913. ČOS 100010 standard MIL-STD-1913 nenahrazuje, ale uvádí jej mezi souvisejícími dokumenty. Dále uvádí, že nový standard je zpětně kompatibilní s příslušenstvím vytvořeným pro lištu podle MIL-STD-1913.

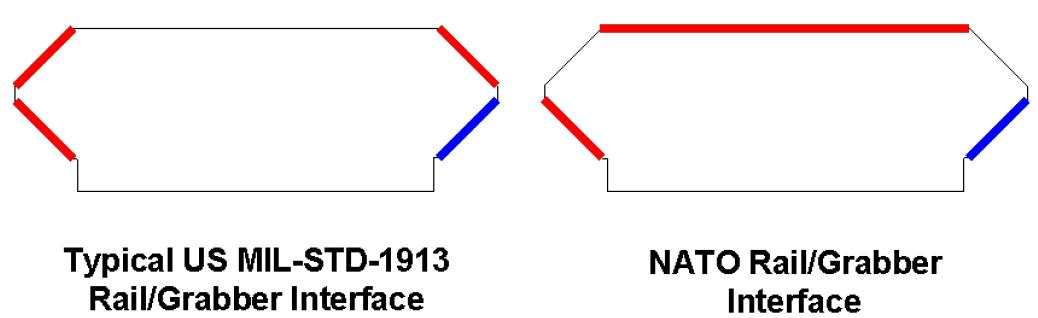
Srovnání doporučených kontaktních ploch příslušenství při připojení na lišty

## Vybrané významné změny doplněné standardem
- metrické míry
- změna doporučených kontaktních ploch
- stanovení více rozměrů

## Seznam dalších montážních systémů
Mimo uvedený standard existuje více montážních systémů pro montáž zaměřovačů případně i dalšího příslušenství. Následný seznam montážních systémů není úplným výčtem. Některé z uvedených systémů jsou používány jen pro krátké zbraně.
- Weaver
- Picatinny
- RIS
- UIT
- KeyMod
- M-LOK